# Landon (Fahrzeughersteller)
Landon war ein US-amerikanischer Hersteller von Automobilen.

## Unternehmensgeschichte
Jack Landon betrieb das Unternehmen in Los Angeles in Kalifornien. Er stellte von 1926 bis 1927 Kraftfahrzeuge her, die als Landon vermarktet wurden.

## Fahrzeuge
Die Fahrzeuge waren hauptsächlich für Kinder oder für Werbezwecke gedacht. Trotzdem erhielten sie eine Straßenzulassung. Einige erzielten eine Höchstgeschwindigkeit von 104 km/h. Im Angebot standen Coupé und Roadster, jeweils mit zwei Sitzen.